# Clifford Beers
Clifford Whittingham Beers, ameriški aktivist gibanja za mentalno higieno, * 30. marec 1876, New Haven, Connecticut, ZDA, † 9. julij 1943, Providence, Rhode Island, ZDA.
Beers je bil leta 1900 hospitaliziran zaradi depresije in paranoje. O svoji izkušnji hospitalizacije in zlorabah, ki jih je v tem času pretrpel, je napisal knjigo A Mind That Found Itself.
Leta 1909 je Beers ustanovil Nacionalni komite za mentalno higieno. Leta 1913 pa je odprl prvo klinično ambulantno za duševno zdravje v Združenih državah Amerike.

## Dela
- A Mind That Found Itself (1908)